# Problema dei centomila anni
Il problema dei 100 000 anni è una discrepanza tra le temperature del passato e la quantità di radiazione solare in arrivo, o insolazione. Quest'ultima sale e scende secondo la resistenza di radiazione emessa dal sole, la distanza della Terra dal Sole, e l'inclinazione dell'asse terrestre di rotazione. Tuttavia, il recente cambiamento tra stadi glaciali e interglaciali che si verifica su un lasso di tempo di circa 100.000 anni (100 ka) non si correla bene con questi fattori.
A causa delle variazioni dell'orbita della Terra, la quantità di irraggiamento solare varia con periodi di circa 21 000, 40 000, 100 000 e 400 000 anni. Le variazioni nella quantità di energia solare incidente causano cambiamenti nel clima della Terra e sono riconosciute come un fattore chiave per i tempi di inizio e di termine delle glaciazioni. L'analisi isotopica mostra come la periodicità dominante della risposta climatica sia di circa 100.000 anni, ma la variazione dell'orbita terrestre è ridotta in questo periodo.
Mentre esiste un ciclo di Milankovitch con un periodo di 100.000 anni relativo all'eccentricità dell'orbita terrestre, la sua contribuzione sulle variazioni dell'insolazione è molto minore rispetto a quella relativa alla precessione e all'obliquità. Il problema dei 100 000 anni si riferisce alla mancanza di spiegazioni semplici per spiegare la periodicità delle glaciazioni su un periodo di circa 100 000 anni nell'ultimo milione di anni – ma non prima – quando la periodicità dominante nel tempo corrispondeva a 41 000 anni. La transizione inesplicata fra le due periodicità è conosciuta come transizione del Pleistocene medio e data a circa 800 000 anni fa.

## Ricostruire il clima del passato

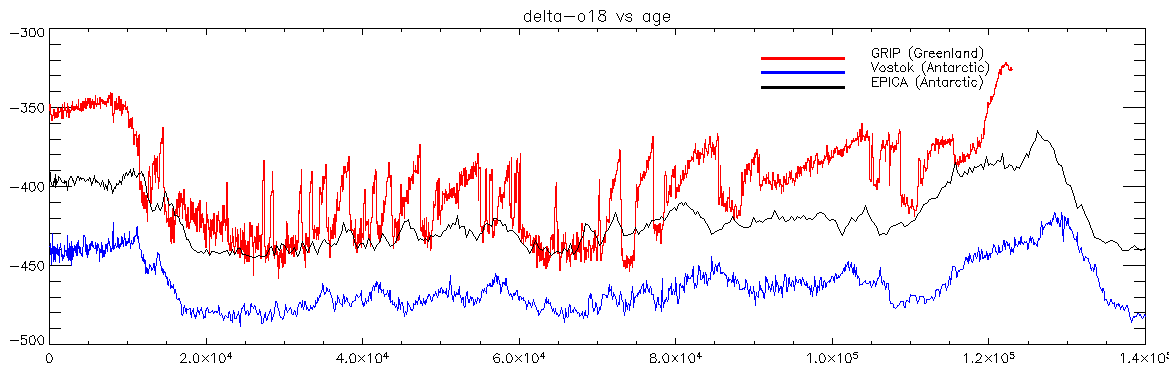
Un registro del δ^{18}O di 120000 fa

I dati del clima passato — specialmente quanto riguarda le temperature — possono essere facilmente dedotti da prove sedimentarie, anche se non con la precisione che gli strumenti di oggi sono in grado di misurare. Forse l'indicatore più utile del clima del passato è il frazionamento degli isotopi dell'ossigeno, chiamato δ18O. Questo frazionamento è controllato principalmente dalla quantità di acqua rinchiusa nel ghiaccio e la temperatura assoluta del pianeta, ed ha permesso una scala temporale di stadi isotopici marini da costruire.
Alla fine degli anni 1990, le registrazioni di δ18O nell'aria (nelle carote di ghiaccio di Vostok) ed i sedimenti marini erano disponibili e vennero comparate con le stime dell'insolazione,  che dovrebbe influenzare sia le temperature che i volumi di ghiaccio. I valori di δ18O nei sedimenti marini profondi rivelano una fortissima influenza del ciclo dei 100 000 anni – interpretato universalmente come il ritmo principale delle glaciazioni. La scala temporale dei valori di δ18O delle carote di ghiaccio di Vostok è stata aggiustata per corrispondere con i forcing orbitali presunti e le analisi spettrali per identificare le componenti che, in questa interpretazione, potrebbero essere attribuite ad una risposta lineare al forcing orbitale.
La componente sui 100 000 anni delle variazioni del volume dei ghiacci corrisponde ai dati sulle variazioni del livello del mare basati sull'età dei coralli e ritarda l'eccentricità orbitale di alcune migliaia di anni, come ci si aspetterebbe se l'eccentricità orbitale fosse un meccanismo ritmico. Nei periodi di scioglimento dei ghiacci appaiono dei "salti" non lineari nelle registrazioni, anche se la periodicità di 100 000 anni non è il ciclo più forte nei dati provenienti dalla variazione del volume dei ghiacci.
L'eccentricità dell'orbita terrestre sembra esercitare un immediato effetto sulla temperatura dell'aria, su quella delle acque profonde e sulla concentrazione atmosferica di diossido di carbonio.